# 제임스 보시
제임스 앨로이시어스 버나드 보시(James Aloysius Bernard Bausch, 1906년 3월 29일 ~ 1974년 7월 9일)는 10종 경기에 주로 나간 미국의 육상 선수였다.
사우스다코타주 매리언에서 태어나 캔자스주 가든플레인에서 자라온 보시는 위치토에 있는 캐서더럴 고등학교를 졸업한 후, 자신이 미식축구와 농구를 한 캔자스 대학교에 입학하였다.
1932년 로스앤젤레스 올림픽에서 그는 첫날 후에 5위에 머물렀으나 원반던지기와 장대높이뛰기에서 화려한 상연들이 이겨내기 어려운 선두로 지어 우승 후보 아킬레스 야르비넨을 앞서 금메달을 획득하는 데 도움을 주었다.
보시는 시카도 카디널스를 위하여 하프백으로서 NFL에서 활약하였다.
68세의 나이로 아칸소주 핫스프링스에서 사망하였다.